# Bhovi Palya (Shanthi Pur), Anekal
Bhovi Palya (Shanthi Pur) là một làng thuộc tehsil Anekal, huyện Bangalore Urban, bang Karnataka, Ấn Độ.